# Artello
Artello (Artello - Teatro alla scala 1:5 entre 1995 y 2010) es una compañía de teatro con sede en Vigo (Galicia, España). En total lleva producidos 20 espectáculos.

## Historia
Fue fundado en Vigo en 1978. En 1994, con Rosa Hurtado y Santiago Montenegro como componentes, con la colaboración de Manuel Pombal en la dirección escénica, la compañía pasa a llamarse Artello - Teatro alla scala 1:5, apostando por un estilo más artesanal, aunque sin perder su tradicional forma de trabajo de creación colectiva.
El compositor Ramón Souto llegó a colaborar con el grupo haciendo la música para sus espectáculos De fábula y Pulgarcito.

## Miembros de la compañía (completar)
- Rosa Hurtado (1981-2016)
- Santiago Montenegro (1978-2016)
- Manuel Pombal (1978-95)
- Antonio Durán "Morris" (1978-94)
- Alfonso Agra (1980-90)
- Ernesto Chao (1978-86)
- Rosa Álvarez (1980-85)
- María Costas (1978-80)
- Manuel Nantes (1979-80)
- Susi Villaverde (1978-79)
- Ramón Rodrígues (1978-79)
- Alfonso Armada (1978-79)
- Elia Valladares (1978)
- Rita Alonso (1978)
- María Seisdedos (1978)
- Manuel Aguilar (1978)
- Antonio Estévez (1978)
- Luis Moreno (1978-81)

## Colaboradores (completar)
- Simón Piñón (actor) (2011-16)
- Manuel Manquiña (actor) (1987, 93-94)
- Blanca Cendán (actriz) (1993-94)
- Juan Esteban (actor) (1993-94)
- Luis Lago (actor) (1988-93)
- Xosé Lois González (actor) (1987-89)
- Ágata Suárez (actriz) (1988-89)
- Andrés A. Vila (actor) (1981-83, 86-87)
- Suso Montero (escenografía y vestuario) (1987-2015)
- Antonio F. Simón (escenografía) (1987-88)
- Guillermo Steinbrüggen (escenografía) (1979-80)
- Ramón Souto (músico y compositor) (2004-05, 08, 15)
- Miguel Ínsua (músico) (1993-94)
- Carlos Castro (músico) (1987)
- Rubén Pérez (músico) (1978-79, 83, 85)
- Luis Carro (músico y compositor) (1983, 85)
- Manuel Pombal (dirección) (1998-2011)
- Eduardo Alonso (dirección) (1983)
- Xosé L. Méndez Ferrín (escritor)(1983)
- Antón R. Reixa (escritor) (1985)
- Xosé C. Cermeño (escritor) (1987)
- Belén Negreira (coreografía) (1993)
- Roberto Daste (coreografía) (1983)
- Pako d'Pink (iluminación) (1985, 1987, 1990)
- Matusa Barros (vídeo) (1988)
- Ana Cermeño (producción) (1988-89)
- Ángeles Feijoó (producción) (1988)
- Efraím Domínguez (técnico) (1988-96)
- Johny Míguez (técnico) (1988-93)
- Paco Herrero (técnico) (1990-92)
- Joaquín Riera (técnico) (1983)